# Parco nazionale della Polesia di Orël
Il parco nazionale della Polesia di Orël (in russo Национальный парк «Орловское Полесье», Nacional'nyj park «Orlovskoe Poles'e») è un'area protetta della Russia che si estende attraverso i rajon di Znamenskoe e Chotynec dell'oblast' di Orël. Venne istituito con il decreto del governo russo n° 6 del 9 gennaio 1994.

## Geografia
Il parco è posto a tutela di alcune aree del rialto centrale russo, una zona soprelevata del bassopiano sarmatico con un andamento prevalentemente ondulato e un'altitudine media di 240 m che, geograficamente, si estende attraverso l'Ucraina e la Russia europea. Il territorio del parco comprende una zona remota di taiga, con ampie porzioni di foresta, laghi e praterie che in primavera si rivestono di fiori. Il Vytebet' è principale fiume che scorre nel territorio del parco.

## Fauna
Il parco è una destinazione molto frequentata da pescatori, campeggiatori ed escursionisti, grazie alla buona rete di sentieri. Ma questa riserva deve la sua fama soprattutto alla presenza di oltre 500 bisonti europei, che si sono moltiplicati per effetto di un programma di tutela e riproduzione all'opera fin dal 1996. D'inverno, il parco organizza visite guidate ai bisonti per gruppi di visitatori, offrendo la rara opportunità di osservare queste gigantesche creature nel loro ambiente naturale. Esplorando il parco è possibile avvistare anche numerosi altri animali, tra cui alci, caprioli, cinghiali, lontre, lepri variabili e castori europei, facilmente individuabili per la presenza delle dighe. Nella riserva dimorano anche 130 specie di uccelli stanziali, tra i quali il gallo cedrone e il francolino di monte; vi sono anche svariate specie di gufi, come la civetta, la civetta capogrosso, l'allocco di Lapponia e il gufo comune, oltre a rapaci come il biancone.